# 哈特蒂
哈特蒂（Hatti），是印度卡纳塔克邦Raichur县的一个城镇。总人口12419（2001年）。

## 人口
该地2001年总人口12419人，其中男性6428人，女性5991人；0—6岁人口1779人，其中男908人，女871人；识字率56.95%，其中男性为69.52%，女性为43.45%。